# Kristalstelsel
Een kristalstelsel of kristalsysteem is een begrip uit de kristallografie, die weergeeft op welke manier een kristallijne stof, zoals een mineraal, is opgebouwd. De meest voorkomende kristalstelsels zijn monoklien en orthorombisch. Alle kristallen bestaan uit een rooster van moleculen of atomen. Dit rooster bepaalt voor ieder kristal de rangschikking van de kristalvlakken en de natuurkundige eigenschappen ervan. Alle kristallen kunnen in theorie aan de hand van hun roosterstructuur, die wordt aangeduid op een kristallografisch assenstelsel, worden ondergebracht in zeven kristalstelsels. Sommige van de kristalstelsels zijn in verschillende bravaisroosters ingedeeld.
Kristalstelsels komen vooral in de mineralogie, vastestofchemie en de vastestoffysica voor. De meeste mineralen vormen kristallen, dus waarvan het rooster in een van de zeven verschillende kristalstelsels kan worden ingedeeld, maar er zijn mineralen waarin de moleculen zich niet in een rooster vastleggen. Deze mineralen worden amorf genoemd. Het kan dat twee verschillende vaste stoffen dezelfde molecuulformule hebben, maar anders zijn omdat zij een verschillend kristalstelsel hebben. Twee dergelijke stoffen worden polymorf genoemd.

## Mogelijke kristalstelsels
Er zijn zeven verschillende roosters mogelijk. Ze staan in de tabel hieronder gerangschikt in oplopende volgorde van symmetrie:
| # | kristalstelsel | eenheidscel              | | symmetrie-elementen                                                                  | voorbeeld         | voorbeeld |
| # | kristalstelsel | eenheidscel              | naam | symmetrie-elementen                                                                  | afbeelding        |           |
| - | -------------- | ------------------------ | --- | ------------------------------------------------------------------------------------ | ----------------- | --------- |
| 1 | triklien       | Triklien                 | {\displaystyle a,b} en {\displaystyle c} vrij {\displaystyle \alpha ,\beta } en {\displaystyle \gamma } vrij                        |                                                                                      | elbaiet           |           |
| 2 | monoklien      | Monoklien, primitief     | {\displaystyle a,b} en {\displaystyle c} vrij {\displaystyle \alpha =\gamma =90^{\circ }} en {\displaystyle \beta } is vrij         | een tweevoudige omwentelingsas een spiegelvlak                                       | seleniet          |           |
| 3 | orthorombisch  | Orthohombisch, primitief | {\displaystyle a,b} en {\displaystyle c} vrij {\displaystyle \alpha =\beta =\gamma =90^{\circ }}                                    | drie tweevoudige assen drie spiegelvlakken                                           | brookiet          |           |
| 4 | hexagonaal     | Hexagonaal               | {\displaystyle a=b} en {\displaystyle c} is vrij {\displaystyle \alpha =\beta =90^{\circ }} en {\displaystyle \gamma =120^{\circ }} | een zesvoudige as drie spiegelvlakken                                                | smaragd op kwarts |           |
| 5 | trigonaal      | Romboëdrisch             | {\displaystyle a=b=c} {\displaystyle \alpha =\beta =\gamma }                                                                        | een drievoudige as                                                                   | amethist          |           |
| 6 | tetragonaal    | Tetragonaal, primitief   | {\displaystyle a=b} en {\displaystyle c} is vrij {\displaystyle \alpha =\beta =\gamma =90^{\circ }}                                 | een viervoudige as vier tweevoudige assen vijf spiegelvlakken                        | apofylliet        |           |
| 7 | kubisch        | Kubisch, primitief       | {\displaystyle a=b=c} {\displaystyle \alpha =\beta =\gamma =90^{\circ }}                                                            | drie viervoudige assen vier drievoudige assen 12 tweevoudige assen 12 spiegelvlakken | pyriet            |           |

Het symmetrie-element van een rotatie is een omwentelingsas en van een spiegeling een spiegelvlak. Een rotatie of een spiegeling wordt genoemd, wanneer de bijbehorende omwentelingsas of het spiegelvlak door het midden van de eenheidscel gaat.
Het is in de kristallografie zo afgesproken, dat het kristalstelsel zo wordt gekozen, dat het de hoogst mogelijke symmetrie beschrijft en de kortste assen worden gebruikt die het rooster correct beschrijven.

## Websites
- (en)  F Hoffmann en M Sartor op YouTube. The Fascination of Crystals and Symmetry. 7 hoofdstukken.

triklien · monoklien · orthorombisch · tetragonaal · trigonaal · hexagonaal · kubisch